# Palpares libelluloides
Espèce
Palpares libelluloides, le grand fourmilion, est une espèce d'insectes névroptères de la famille des myrméléontidés que l'on trouve en Europe méridionale.

## Description
L'imago d'une envergure de 10 à 12 cm, présente des ailes nervurées tachetées de brun foncé, se refermant en forme de toit au-dessus de l'abdomen noir et jaune, terminé par deux cerques chez le mâle.

## Comportement de la larve
La larve aux mandibules très développées creuse un entonnoir dans le sol meuble où, tapie au fond, elle attend la venue de petits insectes (souvent des fourmis) ; si nécessaire, pour les déséquilibrer, elle leur envoie des grains de sable en utilisant sa tête comme une pelle. Elle saisit alors sa victime grâce à ses mandibules et en vide le contenu, aidée d'enzymes assurant la digestion. La chitine de l'exosquelette restant du festin sera rejetée hors de l'entonnoir.

## Distribution et habitat
Ce fourmilion vit des dans les régions méditerranéennes, de l'Espagne à la Turquie et à la Roumanie.
L'adulte fréquente les champs et prairies où il se tient caché le jour pour surtout s'activer le soir et la nuit à la recherche de proies.

## Taxonomie
Palpares libelluloides est décrit par Carl von Linné sous le protonyme Hemerobius libelluloides. 

### Synonymie
- Myrmeleon libelluloides (Linnaeus, 1764)
- Myrmeleon libelluloides nigriventris Costa, 1855
- Myrmeleon nordmanni Kolenati, 1846
- Palpares chrysopterus Navas, 1910
- Palpares libelluloides nigripes Navas, 1912
- Hemerobius libelluloides Linnaeus, 1764